# Nikita Novikov
Pour les articles homonymes, voir Nikita et Novikov.
Nikita Novikov, né le 10 novembre 1989 à Mayskiy près de Vologda, est un coureur cycliste russe.

## Biographie
Aux championnats du monde juniors de 2007 à Aguascalientes au Mexique, Nikita Novikov remporte la médaille d'or de la course aux points, la médaillé d'argent de la poursuite par équipes et la médaille de bronze du contre-la-montre sur route.
En 2008 et 2009, il court au sein de l'équipe continentale Katyusha Continental, réserve de l'équipe ProTour Team Katusha. En 2010, il rejoint l'équipe Itera-Katusha, également associée à Katusha. Il participe aux championnats du monde sur route 2010 dans la catégorie espoirs. Il y est 20e du contre-la-montre et abandonne lors de la course en ligne. En 2011, il remporte le Tour de Slovaquie et le Tour des Pays de Savoie. Le 17 mai 2013, lors d'un contrôle hors compétition, il est contrôlé positif à un anabolisant non encore commercialisé, l'hydroxy-ostarine. L'agence antidopage russe le suspend pour deux ans, soit jusqu'au 5 juin 2015.

## Palmarès sur route

### Par années
- 2007
  - 3e étape de la Coupe du Président de la Ville de Grudziądz
  -  Médaillé de bronze du championnat du monde du contre-la-montre juniors
- 2009
  - 3e du championnat de Russie du contre-la-montre espoirs
- 2010
  -  Champion de Russie sur route espoirs
  - 3e du championnat de Russie du contre-la-montre espoirs
  - 3e du Duo normand (avec Dmitrii Ignatiev)
- 2011
  - Tour de Geroskípou :
    - Classement général
    - 1re étape

  - Tour de Slovaquie :
    - Classement général
    - 2e étape

  - Tour des Pays de Savoie :
    - Classement général
    - Prologue

  - 2e étape du Tour de la Vallée d'Aoste
  - 3e du Tour de la Vallée d'Aoste
  - 3e du Tour Alsace

### Classements mondiaux
| Année           | 2008 | 2009 | 2010 | 2011 |
| --------------- | ---- | ---- | ---- | ---- |
| UCI Europe Tour | 775e | 720e | 611e | 26e  |

## Palmarès sur piste

### Championnats du monde
- Aguascalientes 2007
  -  Champion du monde de la course aux points juniors
  -  Médaillé d'argent de la poursuite par équipes juniors

### Championnats d'Europe
- Athènes 2006
  -  Médaillé de bronze de la poursuite par équipes juniors
- Cottbus 2007
  -  Médaillé de bronze de la poursuite par équipes juniors
- Alkmaar 2008
  -  Médaillé de bronze de l'américaine espoirs